# بوتوند بالوف
بوتوند بالوف (بالمجرية: Botond Balogh)‏ هو لاعب كرة قدم مجري، ولد في 6 يونيو 2002 في شوبرون في المجر.

## وصلات خارجية
- بوتوند بالوف على موقع الاتحاد الأوربي (الإنجليزية)
- بوتوند بالوف على موقع اتحاد المجر (الهنغارية)
- بوتوند بالوف على موقع قاعدة بيانات كرة القدم.إي يو (الإنجليزية)
- بوتوند بالوف على موقع ناشيونال فوتبول تيمز (الإنجليزية)
- بوتوند بالوف على موقع Soccerway.com (الإنجليزية)
- بوتوند بالوف على موقع عالم كرة القدم.نت (الإنجليزية)